# Bon Lloc

Bon Lloc var en restaurang i Stockholm som startades 1996 och drevs av Mathias Dahlgren. Från 1997 till stängningen 2005 hade krogen en stjärna i Michelinguiden.
Restaurangen öppnade i december 1996 i Morellens tidigare lokaler på Bergsgatan 33 på Kungsholmen. Namnet Bon Lloc betyder "bra plats" på katalanska Dahlgren karaktäriserade köket som "estilo nuevo eurolatino" - ett förfinat latinskt bondkök med inspiration från Frankrike, Italien och Spanien.. Året därpå belönades Bon Lloc med en stjärna i Michelinguiden 2000 flyttade restaurangen till större lokaler på Regeringsgatan 111 efter att Dahlgren köpt Erik Lallerstedts restaurang Pica Pica. I december 2005 stängde Dahlgren restaurangen för att istället öppna Restaurang Mathias Dahlgren på Grand Hôtel.